# Gabriel Iglesias
Gabriel Jesús Iglesias (1976. július 15., San Diego, Kalifornia), további ismert nevén Fluffy (jelentése: "Bolyhos") amerikai humorista, színész.

## Életpályája
San Diegóban született Esther P. Mendez és Jesús Iglesias gyermekeként. Anyja nevelte fel. Mexikói származású. Kalifornia Riverside, Corona, Santa Ana, Baldwin Park és Compton nevű városaiban nőtt fel, majd Long Beach-en telepedett le.
1997-ben kezdett foglalkozni a stand-uppal, bár ez azt jelentette, hogy kirúgták a házából és az autóját is elvesztette.
Gyakran utal a súlyára előadásai közben, majd kifejti, hogy a kövérségnek öt szintje van, majd később hozzáadott egy hatodik szintet is.
2000-ben szerepelt a Nickelodeon Sok hűhó című műsorában, Amanda Bynes-szal és Nick Cannonnal.
2011-ben indult el saját műsora, a  Gabriel Iglesias Presents Stand Up Revolution, amely három évadot élt meg, majd 2014-ben befejezték.
A 2013-as Repcsik című filmben Ned és Zed hangját szolgáltatta. A 2014-es A mogyoró-meló című animációs filmben is szinkronizált.

## Hatásai
Hatásainak Paul Rodriguezt, Eddie Murphyt, Robin Williamst és Bill Cosbyt tette meg.

## Magánélete
Whittierben él. Van egy fia, Frankie, aki 1998-ban született.
2021. július 15-én (a negyvenötödik születésnapján) pozitív lett a koronavírus-tesztje, így lemondta az összes megmaradt fellépését.

## Filmszerepei
- Sok hűhó (2000)
- Életem értelmei (2002)
- Santiago napjai (2004)
- Hullámok szárnyán (2006)
- Király suli (2007-2008)
- Hey It's Fluffy! (2012-2014)
- Repcsik (2013)
- A mogyoró-meló (2014)
- Hátborzongat-Lak 2. (2014)
- Scooby-Doo: A focikaland (2014)
- Az élet könyve (2014)
- Cristela (2014-2015)
- Norm, az északi (2015)
- Jégkorszak – Húsvéti küldetés (2016)
- Hupikék törpikék – Az elveszett falu (2017)
- A mogyoró-meló 2. (2017)
- A csillag (2017)
- Ferdinánd (2017)
- Modern család (2018)
- Kutyaparádé (2018)
- Undipofik (2019)
- Mr. Iglesias (2019-2020)
- Big Show és a családja (2020)
- Elvonulás Bert Kreischerrel (2020)
- Space Jam: Új kezdet (2021)

## Diszkográfia
- Hot and Fluffy (2008)
- We Luv Fluffy (2009)
- Aloha Fluffy (2013)

## További információ
- Hivatalos oldal
- Gabriel Iglesias a Facebookon
- Gabriel Iglesias a PORT.hu-n (magyarul)
- Gabriel Iglesias az Internetes Szinkronadatbázisban (magyarul)
- Gabriel Iglesias az Internet Movie Database-ben (angolul)
- Gabriel Iglesias a Rotten Tomatoeson (angolul)